# Espiazione
L'accezione comune del verbo espiare, espiazione, significa riparare ad una colpa scontandone la pena, come in: "Espiò il suo delitto con il carcere".
In testi di argomento religioso il vocabolo ha anche altre accezioni accomunate dal concetto di ripristinare una situazione precedente più favorevole. Il vocabolo, infatti, deriva dal latino expiatio e dal verbo expio, che può significare anche: purificare un oggetto, un luogo o una persona dopo un sacrilegio o un delitto, placare e rendere propizia una divinità, stornare una maledizione, ecc. Il termine italiano, quindi, acquista anche valenza di propiziazione, riconciliazione. ecc.
Nella sua accezione religiosa l'espiazione comporta usualmente un rito o un sacrificio compiuto per placare la divinità e renderla nuovamente propizia quando la si ritiene offesa.

## Espiazione nel diritto penale
Nel diritto civile e penale è fondante il principio della responsabilità personale (inalienabile e non ereditaria), della certezza della pena (sanzione), quanto il separato principio della proporzionalità fra la pena (sanzione pecuniaria) e la gravità della colpa, sia in estensione che in intensione.
Diversamente dalla legge mosaica, non è contemplata la possibilità di espiazioni intese come sacrifici sostitutivi, né la facoltà di far ereditare la colpa e l'ira di Dio ai propri figli (singoli privati della libertà personale senza colpa, per risparmiare altri rei di pena). Il perdono della vittima verso il carnefice non estingue la pena terrena, ma opera su un piano separato e indipendente dal corso della giustizia umana, e dal dovere di ognuno di pagare il proprio debito di pena, che è  un torto e un debito verso la legge scritta e verso lo Stato, e non una mera questione personale con le vittime di giustizia.
Tuttavia, gli ordinamenti dei Paesi occidentali, oltre all'amministrazione della giustizia (compensativa), prevedono anche istituti come l'indulto, l'amnistia o la grazia individuale che consentono alle autorità elette dal popolo di ridurre o eliminare il debito di pena di una singola persona, o di una collettività.

## Espiazione come concetto religioso
Nelle religioni greco-romane e nelle traduzioni greche e latine dei termini indicanti le pratiche corrispondenti della fede prima israelita e poi cristiana, espiazione (accento su cancellazione della colpa) o propiziazione (accento sul far cessare l'ira di Dio) sono i termini che si usano per rendere i vocaboli della famiglia semantica di Ιλασμος. 
- (1) Ιλεως, essere clemente, gentile, parallelo di ιλαρος da cui ilare, contento. Per la divinità lo si usa quando si descrive il suo essere clemente, ben disposta, verso l'essere umano.
- (2) ιλασκομαι, fare clemenza, essere clemente, gentile, espiare.  Nel mondo pagano "espiare" è un verbo transitivo. Ha come soggetto l'essere umano, e come oggetto una divinità. Si riferisce ad un'azione di culto, per mezzo della quale si vuole ingraziare una divinità, rendersela favorevole, quindi "operare riconciliazione, ristabilire buoni rapporti". In senso intransitivo è l'essere o rendersi misericordioso.
- (3) εξιλασκομαι è l'azione propiziatoria del sacerdote, purificare oggetti, trattare con clemenza.
- (4) Ιλασμος, espiazione, sacrificio espiatorio, il modo con il quale uno cerca di ingraziarsi una divinità.
- (5) ιλαστηριον, l'espiante, lo strumento o l'oggetto di espiazione. Dono offerto agli dei.

L'espiazione, il concetto che sta alla base del termine greco Ιλασμος, si può intendere come lo sforzo umano di trarre dalla propria parte la potenza misteriosa e spesso funesta degli spiriti dei morti, dei demoni e delle divinità, e di guadagnare il loro appoggio per le proprie azioni.
Si vede la vita umana come minacciata dall'ira (considerata spesso ingiustificata) e dell'invidia degli dèi, e quindi si cerca di ingraziarsi le divinità con atti di culto, di cui facevano parte sacrifici umani o di animali, riti di purificazione, preghiere e danze.
In tempi remoti venivano persino sacrificati delinquenti comuni proprio per conquistarsi il favore delle divinità sulla città, che si riteneva pregiudicato dalla loro presenza. I sacrifici umani, però, nell'antica Grecia, erano divenuti sempre più rari, e sostituiti da gesti simbolici.

## Espiazione nella Bibbia

### Nell'Antico Testamento
La Septuaginta traduce con ιλασκομαι il termine ebraico salakh, condonare, e con  εξιλασκομαι (molto più usato) il termine כפּר kãpar, coprire, espiare.
La specifica idea israelita di espiazione si distacca sensibilmente da quella pagana e può essere compresa solo in base al concetto di peccato. Per mezzo di una mancanza, anche involontaria, contro le prescrizioni stabilite dal patto che lega Israele a Dio, nasce una colpa oggettiva (cfr. 1 Samuele 14:2) che mette in moto un potere malefico (una conseguenza negativa), i cui effetti distruttori ricadono necessariamente come punizione sui colpevoli e sulla comunità.

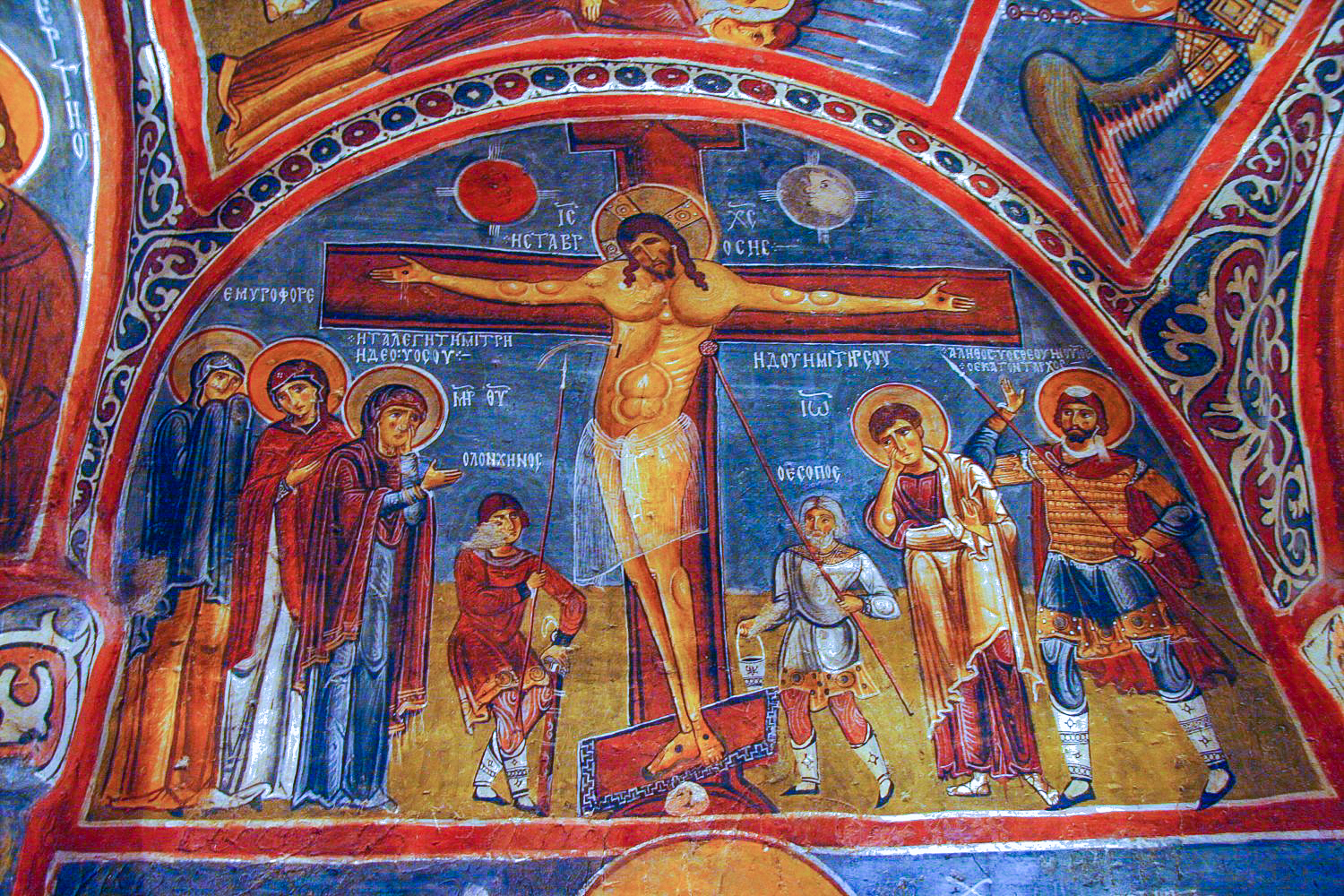
L'espiazione sulla croce

Questo legame tra peccato e disgrazia (le conseguenze penali del peccato) può essere modificato solo da Dio, se Egli devia gli effetti malefici di un'azione dal colpevole e dalla sua comunità su un animale, che muore in loro vece (ad esempio il rituale del capro espiatorio in Levitico 16:20ss). Sta proprio qui la differenza (spesso non abbastanza compresa) fra l'espiazione/propiziazione fra i pagani e gli israeliti. Fra i primi è un atto compiuto dall'uomo per propiziarsi Dio, per i secondi è un atto della pura misericordia di Dio che così viene immeritatamente incontro alla creatura umana. Non si tratta quindi dell'influsso umano su Dio, ma di Dio sull'uomo.
Vale qui il concetto di "sostituzione penale" (uno paga in vece di un altro, uno muore per permettere all'altro di vivere).  Il soggetto dell'azione espiatrice, colui che opera l'espiazione,  è dunque Dio. I sacerdoti addetti al sacrificio agiscono, in ultima analisi, come suoi delegati, mentre l'individuo o il popolo che ha peccato, sono i beneficiari dell'espiazione.
Siccome secondo la concezione israelita il sangue è il veicolo della vita, esso viene usato come mezzo di espiazione (Levitico 17:11).
Il trasferimento delle conseguenze del peccato è reso possibile dal fatto che l'animale del sacrificio è considerato come una parte della sua sfera personale (sua o della comunità).
La Bibbia attribuisce a Dio stesso l'istituzione dei sacrifici espiatori ["Il SIGNORE ve l'ha dato perché portiate l'iniquità della comunità" (Levitico 10:17)].
L'espiazione non è dunque una punizione, ma un avvenimento salvifico.

### Nuovo Testamento

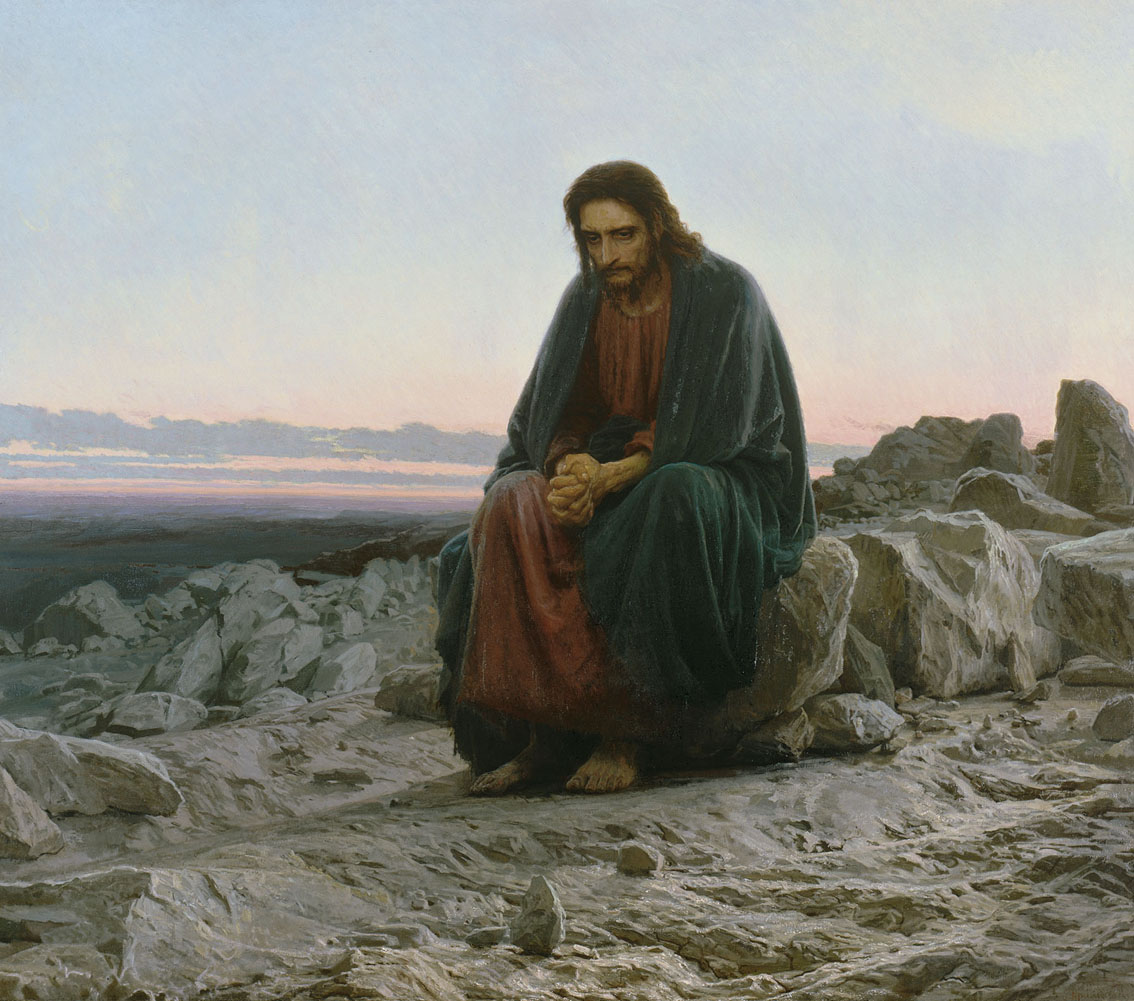
Gesù Cristo nel deserto di Ivan Nikolaevič Kramskoj

Nel Nuovo Testamento espiazione è uno dei termini (accanto a propiziazione, redenzione, riscatto, riconciliazione) con il quale è interpretato l'evento e l'opera di Gesù.
Il Nuovo Testamento afferma che i sacrifici praticati durante l'Antico Testamento erano solo la prefigurazione di ciò che di fatto sarebbe avvenuto quando Gesù, il Cristo, offre l'intera sua vita come sacrificio ultimo ed irripetibile sulla croce per la salvezza del suo popolo, cioè di tutti coloro che Dio gli avrebbe affidato. "Ella partorirà un figlio, e tu gli porrai nome Gesù, perché è lui che salverà il suo popolo dai loro peccati" (Matteo 1:21); "Gli hai dato autorità su ogni carne, perché egli dia vita eterna a tutti quelli che tu gli hai dati" (Giovanni 7:2).  Egli è "Ecco l'Agnello di Dio, che toglie il peccato del mondo!" (Giovanni 1:29).
Egli è colui che compie l'espiazione, cioè, è lui il mezzo stabilito da Dio per ristabilire buoni rapporti (pace, riconciliazione) con la creatura umana, togliendo di mezzo ciò che questi rapporti impedisce, cioè il peccato e le sue conseguenze legali (la morte del peccatore): "...perché il salario del peccato è la morte, ma il dono di Dio è la vita eterna in Cristo Gesù, nostro Signore" (Romani 6:23). "Dio lo ha prestabilito come sacrificio propiziatorio mediante la fede nel suo sangue, per dimostrare la sua giustizia, avendo usato tolleranza verso i peccati commessi in passato" (Romani 3:25); "Egli è il sacrificio propiziatorio per i nostri peccati, e non soltanto per i nostri, ma anche per quelli di tutto il mondo. ... In questo è l'amore: non che noi abbiamo amato Dio, ma che egli ha amato noi, e ha mandato suo Figlio per essere il sacrificio propiziatorio per i nostri peccati" (1 Giovanni 2:2; 4:10).
Nell'opera di Gesù (il suo sacrificio espiatorio), si realizza il concetto di "sostituzione penale" (Cristo viene punito al nostro posto e noi siamo liberati dalla pena che meritiamo). "...affinché si adempisse quel che fu detto per bocca del profeta Isaia: «Egli ha preso le nostre infermità e ha portato le nostre malattie»" (Matteo 8:17; cfr. Isaia 53:4); "Infatti, per condurre molti figli alla gloria, era giusto che colui, a causa del quale e per mezzo del quale sono tutte le cose, rendesse perfetto, per via di sofferenze, l'autore della loro salvezza" (Ebrei 2:10).

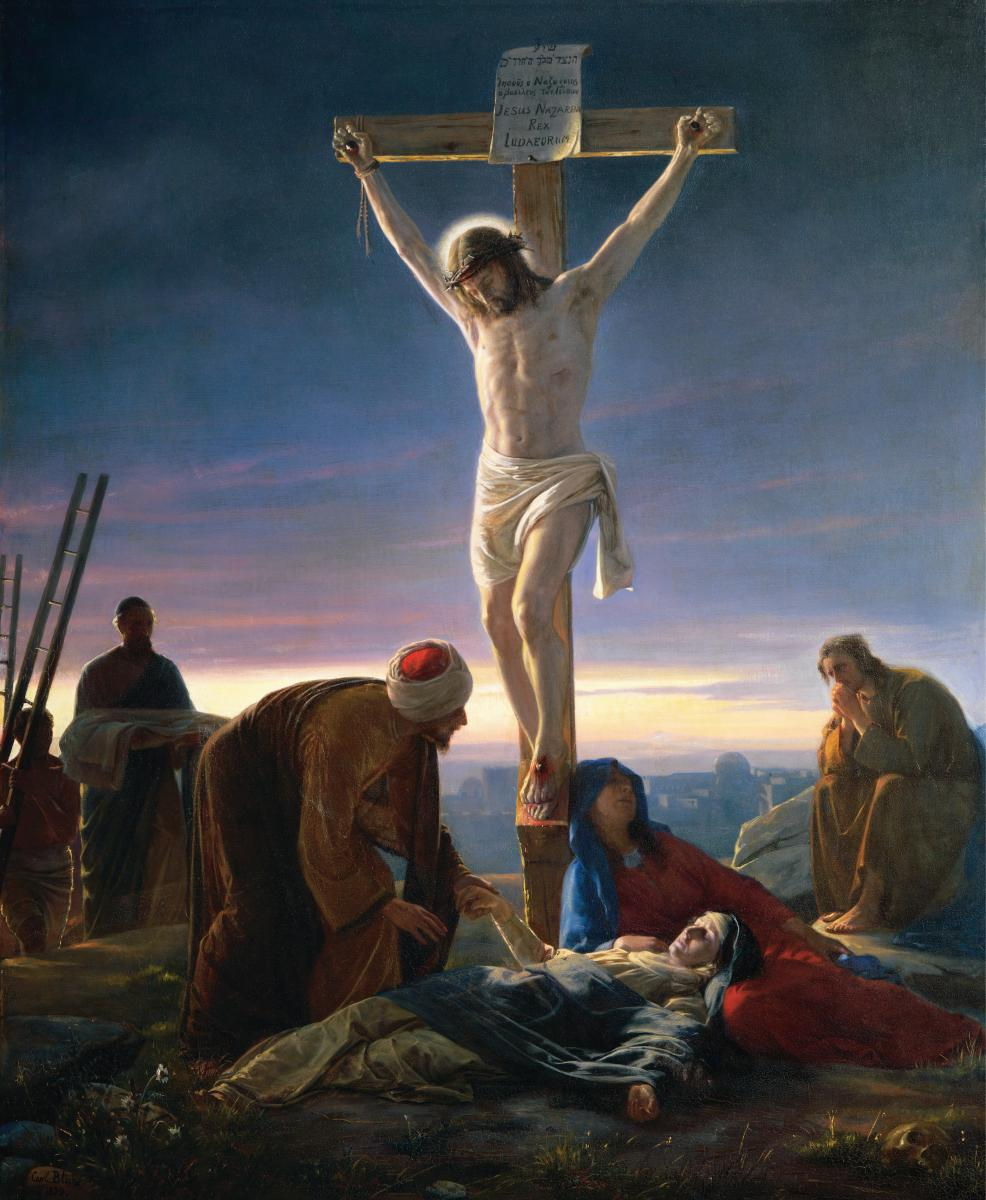
Cristo sulla Croce, di Carl Heinrich Bloch (1870)

Nell'opera di Gesù Cristo, il suo sangue diventa il mezzo di espiazione per eccellenza: "Ma ora, in Cristo Gesù, voi che allora eravate lontani siete stati avvicinati mediante il sangue di Cristo" (Efesini 2:13); "Infatti, se il sangue di capri, di tori e la cenere di una giovenca sparsa su quelli che sono contaminati, li santificano, in modo da procurar la purezza della carne, quanto più il sangue di Cristo, che mediante lo Spirito eterno offrì sé stesso puro di ogni colpa a Dio, purificherà la nostra coscienza dalle opere morte per servire il Dio vivente!" (Ebrei 9:13,14); "...sapendo che non con cose corruttibili, con argento o con oro, siete stati riscattati dal vano modo di vivere tramandatovi dai vostri padri, ma con il prezioso sangue di Cristo, come quello di un agnello senza difetto né macchia" (1 Pietro 1:18,19).
Nell'opera di Gesù troviamo, infine, come l'iniziativa di salvezza provenga da Dio stesso, che così vuole accordarci la grazia della riconciliazione "scaricando" su Cristo il "potere malefico", le conseguenze negative, "gli effetti distruttori" del nostro peccato. "Noi amiamo perché egli ci ha amati per primo" (1 Giovanni 4:19); "E tutto questo viene da Dio che ci ha riconciliati con sé per mezzo di Cristo e ci ha affidato il ministero della riconciliazione. Infatti Dio era in Cristo nel riconciliare con sé il mondo, non imputando agli uomini le loro colpe, e ha messo in noi la parola della riconciliazione" (2 Corinzi 5:18,19).
L'opera di Cristo, così, è analoga ad un sacrificio dell'Antico Patto, ma immensamente superiore: "Perciò, egli doveva diventare simile ai suoi fratelli in ogni cosa, per essere un misericordioso e fedele sommo sacerdote nelle cose che riguardano Dio, per compiere l'espiazione dei peccati del popolo" (Ebrei 2:17 NR).  Si noti quest'ultima espressione nell'originale greco: "εις το ιλασκεσθαι τας αμαρτιας του λαου", come pure in altre versioni: "...ut repropitiaret delicta populi" (Vulg.); "...allo scopo di espiare i peccati del popolo" (CEI);  "...per fare l'espiazione dei peccati del popolo" (ND);  "...e ha liberato il popolo dai peccati" (TILC).
Nella Lettera agli Ebrei (cap. 7 e 9), l'autore spiega che furono abrogati il sacerdozio levitico e la pratica dei sacrifici e delle abluzioni nella Prima Tenda del Tempio, perché purificavano solo la carne, e nulla rendevano alla perfezione della coscienza dell'offerente.

Tutto questo era copia del cielo e figura per il tempo di Cristo che, eliminando la Prima Tenda, ha aperto la via del santuario (il Sancta Sanctorum) a tutti i credenti in Lui, portatori del sacerdozio battesimale, non più riservata solo i sommi sacerdoti levitici.
I testi neo-testamentari, scritti da ebrei per ebrei, spiegano la crocifissione di Cristo in termini affini alla liturgia dell'antico testamento e in particolare al rito espiatorio dello Yom Kippur. Il pericolo insito in questo approccio, da cui non si è mai distaccata completamente la riflessione teologica cristiana, è di "proiettare su Dio tratti indubbiamente imbarazzanti, al punto di dipingerlo come un giudice inflessibile che esige il pagamento di tutti i debiti sino all'ultimo centesimo più che come il Padre misericordioso del vangelo che corre incontro al figliuol prodigo per riaccoglierlo in casa senza condizioni".
Questo rischio è stato aspramente contestato dalla coscienza moderna a partire dal XVI secolo. F. Nietzsche la considerò una sovversione del vangelo: «Ah, come d'un colpo l'evangelo fu finito! Il sacrificio espiatorio e questo sotto la forma più ripugnante, la più barbara, il sacrificio dell'innocente per gli errori dei peccatori, che spaventoso paganesimo!»

## Espiazione nella teologia cristiana
La Chiesa non ha stabilito ufficialmente un'unica teoria della redenzione. Le dottrine soteriologiche dei padri della Chiesa trovano il loro sviluppo più completo nella grande opera teologica di S. Agostino, il De Trinitate. In particolare egli esclude che il sacrificio di Gesù abbia per fine di trattenere l'ira del Padre, teoria che introdurrebbe una divergenza inaccettabile nell'ambito trinitario. La redenzione è la realizzazione temporale di un'intenzione trinitaria stabilita prima della fondazione del mondo (Ef 1,4). L'impostazione agostiniana è stata oscurata nel secondo millennio dalle tesi di S. Anselmo.
Anselmo d'Aosta, santo e Dottore della Chiesa, in Cur Deus homo argomenta la tesi teologica secondo la quale il Verbo doveva necessariamente farSi carne perché l'uomo caduto dall'Eden potesse tornare alla vita eterna in Paradiso. Lo stesso ragionamento applicato alla vita dei singoli uomini obbligò poi alla proclamazione del dogma del Purgatorio.
Le sue argomentazioni furono sviluppate secondo una impostazione di tipo giuridico forse ispirata agli istituti feudali dei Germani (l'onore del "Dominus" come fondamento dell'ordine sociale) ma soprattutto al diritto romano, in cui la poena può essere sostituita da una satisfactio volontaria e concordata. La teoria anselmiana provocò estese discussioni fin da subito ma ebbe notevole successo per diversi secoli.
In tempi recenti fu criticata dai teologi del protestantesimo liberale e successivamente da diversi teologi cattolici tedeschi, fra cui Joseph Ratzinger, Hans Kessler, Karl Rahner, Hans Küng e Dietrich Wiederkehr. Secondo Kessler il tentativo di interpretare in termini giuridici il valore espiatorio del sacrificio di Gesù introduce un pericoloso razionalismo per cui "alla fin fine è la ragione umana a stabilire la misura di ciò che può o non può esserci in Dio".

### L'interpretazione giuridica
Nessun uomo e soltanto Dio stesso poteva espiare la gravità del peccato originale, che rese il genere umano mortale e dolente.
La perdita della vita eterna e per tutti è la massima punizione possibile che l'uomo potesse ricevere da Dio. Nella perfetta giustizia divina, e nella giustizia umana che ad essa deve conformarsi, la pena è sempre proporzionale alla gravità della colpa, così come la gravità del sacrificio espiatorio che tale pena deve sostituire.

Al massimo peccato possibile (quello originale ed ereditato da tutti), e alla massima pena dell'esclusione dal Paradiso per tutti e per sempre, non poteva che corrispondere che il massimo dei sacrifici espiatori:
- la morte
- la morte di un essere umano (non un sacrificio animale)
- la morte di un essere umano, che è anche Dio.

Con la morte di un singolo uomo avrebbe guadagnato davanti a Dio il merito della salvezza soltanto per lui e per la sua discendenza di sangue. Con la morte di Gesù Cristo il merito della salvezza è per ogni uomo in Lui credente, suo figlio spirituale.

Il corpo che riceve con la resurrezione di Cristo dalla morte di croce, è molto di più di quanto perso con la caduta dall'Eden.
Se nell'Eden l'uomo è immortale, esente da malattia, imperfezione, dolore, esigenza di nutrirsi, parla con Dio, può procreare Caino e Abele, purtuttavia è privo della scienza del bene e del male, non vince il serpente, non è un solo Corpo con il Signore.

L'uomo del Corpo Mistico è tutto questo, non può più procreare dopo la morte terrena; e al contrario è anche onnisciente, Verbo creatore (Signore della natura creata, mediante il solo pensiero), e come gli angeli e Gesù è capace di teofania e spostamenti istantanei, di esorcizzare demoni. 
Pertanto, con la resurrezione di Gesù, la qualità della vita eterna che l'uomo ottiene è diversa e complessivamente molto più prossima alla perfezione di Dio, molto di più di un semplicistico ritorno al Paradiso perduto.
Secondo argomento, oltre alla proporzionalità fra la pena e la colpa, è al contrario la proporzionalità fra il premio divino e il possibile merito dell'opera umana (terrena e non). 
Il più grande sacrificio che un uomo possa mai compiere è il dono della propria vita terrena per salvare la vita terrena del prossimo, o per testimoniare la verità nel santo martirio senza rinnegare la propria fede in Gesù Cristo.
La perdita di alcuni decenni di vita terrena è sempre nulla, mai proporzionale, al premio divino del Paradiso, quanto alla:
- quantità: di una vita infinita dopo la morte, e separazione dell'anima dal corpo terreno che torna polvere, fino alla resurrezione finale
- qualità: di una vita pienamente partecipe del Volto di Dio e di tutti i carismi dello Spirito Santo, per continuare a servirLo dall'al di là operando la grazia nella vita terrena degli altri esseri umani. Parimenti, non è proporzionale al premio eterno di Dio nemmeno tutto il tempo di espiazione che l'uomo può trascorrere in Purgatorio, tempo lungo ma pur sempre finito, compreso tra la sua morte e il giorno del giudizio finale, quando il Purgatorio cesserà di esistere per qualsiasi anima.

Terzo argomento è la partecipazione dell'essere umano durante la vita terrena alla vita divina e alla sostanza del Suo Corpo Mistico, e il ritorno alla partecipazione alla vita terrena dopo la morte: due fatti entrambi resi possibili soltanto da e soltanto dopo l'incarnazione del Verbo.
Gli Unti del Signore nell'Antico Testamento (profeti, patriarchi, Re di Israele, sommi sacerdoti) non parlano né sono compresi in lingue sconosciute, nom esorcizzano demoni ("spiriti cattivi"), non cancellano peccati, non guariscono malattie fino alla resurrezione di un morto nel suo corpo terreno (Eutiche e Tabita), non esercitano la signoria di Dio sulla restante natura creata. Il potere dello Spirito Santo si manifesta soltanto nel dono della profezia, e dell'interpretazione di sogni e visioni.
Pure nel miracolo più imponente, quale è il passaggio del mar Rosso, l'angelo di Dio e Dio stesso (come nube o colonna di fuoco) sono fisicamente presenti e visti dal popolo di Israele, e operano il miracolo (Esodo 14:20-22), Mosè alzando la mano dà soltanto un segno che Dio è con lui. Parimenti se Elia ed Enoch sono assunti al cielo in anima e corpo senza morte, nessun anima dopo la morte si manifesta in sogni o visioni nella altrui vita terrena.

Soltanto dopo la Pentecoste e Ascensione, con la discesa dello Spirito Santo sugli apostoli, i 12 iniziano a compiere (in Atti degli Apostoli) tutti e gli stessi miracoli sull'uomo e sulla natura operati da Gesù Cristo: ma nessuno di questi miracoli  è compiuto prima, finché Gesù Cristo è ancora tra gli esseri umani.

Soltanto con la Trasfigurazione di Gesù sul Monte Tabor, Mosè ed Elia, dopo la morte, possono apparire durante la vita terrena dei tre apostoli.
La resurrezione dalla morte di croce è la causa finale che rende l'uomo già nella vita terrena partecipe di tutti i doni dello Spirito Santo, e partecipe della sostanza del Corpo Mistico celeste, che ogni anima santa, salvata in Paradiso, ha nella vita dopo la morte. E viceversa che rende ogni anima in cielo capace di teofania e di operare la grazia nella vita terrena (Mosè ed Elia manifesti agli apostoli nella Trasfigurazione di Gesù).
La differenza non è solo quantitativa (vita senza fine in Paradiso, vita terrena mortale), ma una radicale diversità dal punto di vista qualitativo, in virtù della trascendenza di Dio e del Suo Corpo Mistico. La vita nel Corpo Mistico è il Paradiso. La vita eterna in Paradiso non è una vita dove il tempo cresce all'infinito e non cessa mai, ma è una vita dove il tempo non è più: è statica e immobile visione e canto della Verità, senza divenire della sostanza, senza movimento da o verso luogo.
La differenza fra vita terrena e oltreterrena, non è solo nella sostanza, ma nella dimora in cui questa sostanza è e vive. L'Eterno è separato dal tempo e superiore ad esso, perché mentre l'Eterno entra nel tempo, non è possibile a chi è nel tempo entrare nell'Eterno (se non in sogni e visioni). Infatti, se le sostanze che dimorano nell'Eterno (Dio e gli Angeli di Dio) fin dall'Antico Testamento si manifestano nel tempo storico, al contrario la sostanza che è nata o caduta nel tempo storico (animali, uomo, spirito dei demoni caduti dall'Eden) non può (non può più) entrare nell'Eterno né durante la vita terrena, né l'uomo nemmeno dopo la morte può tornare a manifestarsi nel tempo storico.

### Le riflessioni recenti
L'approccio anselmiano, soprattutto in caso di presentazioni troppo schematiche, corre il rischio di diffondere "immagini di un Dio, la cui spietata giustizia abbia preteso un sacrificio umano, l'immolazione del suo stesso Figlio". Molti teologi perciò "si indignano all'idea che un Dio abbia potuto esigere il sangue di un innocente; in questa concezione sospettano la presenza di un aspetto di sadismo".
Questo pericolo nasce da un esame unilaterale della questione in cui non solo si isola la morte in croce di Gesù dal resto della sua storia umana e in particolare dall'incarnazione e dalla risurrezione, ma soprattutto si dimenticano due dogmi fondamentali della fede cristiana: l'unità profonda che lega le persone della Trinità e la solidarietà altrettanto profonda instaurata da Gesù fra lui stesso e i peccatori (Corpo Mistico). Secondo la teologia cristiana, infatti, l'incarnazione del Verbo è solo il primo passo verso l'instaurazione di un rapporto più profondo fra Creatore e creazione. La sofferenza e la morte sono un passo fondamentale verso la piena condivisione della condizione umana, ma tali condizioni sono per l'uomo conseguenza del peccato originale, da cui Gesù era esente. Egli vi può prendere parte solo stabilendo un rapporto ontologico con tutti gli uomini (il corpo mistico, appunto) e così caricandosi dei peccati altrui e simultaneamente condividendo con loro la propria vita divina (si veda l'istituzione dell'eucaristia e la Pentecoste).
Nello schema giuridico un po' astratto di Anselmo occorre tuttavia riconoscere lo sforzo di individuare in Dio una giustizia misericordiosa e una misericordia giusta. "Proprio per fedeltà a quella giustizia, a quel disegno d'amore che ha presieduto alla creazione e che regola i rapporti fra Creatore e creatura, garantendone la reciproca legittima autonomia, e dunque anche per fedeltà a se stesso, il Dio dell'Alleanza non può rimettere il peccato dell'uomo per sola misericordia".